# جو تيبيت
جو تيبيت (بالإنجليزية: Joe Tippett)‏ (مواليد 1 مارس 1982) هو ممثل أمريكي.
بدأ مسيرته الفنيّة سنة 2006، واشتهر بأدائه دور سام ستريك لاند في المسلسل الدرامي Rise على قناة NBC، ودور وجون روس في المسلسل الدرامي الإجرامي مير من إيست تاون على قناة إتش بي أو.

## نشأته
وُلِد تيبيت في الأول من مارس عام 1982، ونشأ في مدينة داماسكس بولاية ماريلاند. التحق بمدرسة داماسكس الثانوية، حيث التحق بفريق كرة القدم فيها. كما شارك في قسم المسرح بالمدرسة، حيث قدم أول مسرحية موسيقية له، باي باي بيردي. بعد تخرجه من المدرسة الثانوية، التحق بجامعة وست فرجينيا بمنحة دراسية كاملة لكنه ترك الدراسة لاحقًا.

## قائمة الأعمال

### الأفلام
| السنة | الفيلم              | الدور          | ملاحظات   |
| ----- | ------------------- | -------------- | --------- |
| 2006  | Gray Matters        | بن             |           |
| 2011  | أطباء الجانب المظلم | غير معروف      | وثائقي    |
| 2012  | Damascus Roads      | فينش           | فيلم قصير |
| 2016  | Our Time            | جيمي           |           |
| 2018  | الوحوش والرجال      | الضابط مونتوري |           |
| 2019  | Patsy & Loretta     | دوليتل لين     |           |
| 2022  | هاتف السيد هاريغان  | والد كريج      |           |
| 2022  | حماس                | أوين بريجز     |           |
| 2024  | مجهول تماما         | ديف فان رونك   |           |

### المسلسلات
| السنة | المسلسل             | الدور               | ملاحظات                                    |
| ----- | ------------------- | ------------------- | ------------------------------------------ |
| 2013  | إمبراطورية الممر    | كال                 | الحلقات: White Horse Pike, The North Star  |
| 2015  | القائمة السوداء     | جاسبر سكيهان        | حلقة: "Kings of the Highway"               |
| 2016  | Bull                | ميرل ديفرز          | حلقة: "Callisto"                           |
| 2017  | Chicago Justice     | جيك بنيامين         | حلقة: "Friendly Fire"                      |
| 2018  | Rise                | سام ستريكلاند       | 10 حلقات                                   |
| 2018  | Dirty John          | بوبي                | حلقات: "Red Flags and Parades" ،"Shrapnel" |
| 2019  | The Act             | Scott / Wolverine 2 | حلقة: "Two Wolverines"                     |
| 2019  | Patsy & Loretta     | أوليفر لين          | Lifetime TV film                           |
| 2019  | البرنامج الصباحي    | هال جاكسون          | 4 حلقات                                    |
| 2021  | مير من إيست تاون    | جون روس             | مسلسل قصير                                 |
| 2022  | Alaska Daily        | جيمي                | متكرر                                      |
| 2023  | العاهل: تراث الوحوش | تيم                 | دور رئيسي                                  |